# Невер (округ)
Округ Невер (фр. Arrondissement de Nevers) — округ у Франції, в департаменті Ньєвр. 2023 року округ об'єднував 82 муніципалітети, населення становило 112 705 осіб.
Адміністративний центр (супрефектура) — Невер.

## Муніципалітети
Список муніципалітетів округу та їхні коди INSEE:
1. Авриль-сюр-Луар (58020)
2. Азі-ле-Віф (58021)
3. Анлезі (58006)
4. Базоль (58024)
5. Беар (58025)
6. Бії-Шеванн (58031)
7. Бомон-Сардоль (58028)
8. Бона (58035)
9. Варенн-Возель (58303)
10. Верней (58306)
11. Віль-Ланжі (58311)
12. Во-д'Амонь (58204)
13. Гаршизі (58121)
14. Гериньї (58131)
15. Деве (58096)
16. Десіз (58095)
17. Дорн (58104)
18. Дрюї-Париньї (58105)
19. Дьєнн-Обіньї (58097)
20. Емфі (58134)
21. Жаї (58136)
22. Жерміньї-сюр-Луар (58124)
23. Жимуй (58126)
24. Коссе (58087)
25. Крю-ла-Віль (58092)
26. Куланж-ле-Невер (58088)
27. Ла-Машин (58151)
28. Ла-Фермете (58112)
29. Ламене-сюр-Луар (58137)
30. Ланжерон (58138)
31. Ліврі (58144)
32. Лімон (58143)
33. Люсне-лез-Екс (58146)
34. Лютне-Юкселу (58148)
35. Маньї-Кур (58152)
36. Марзі (58160)
37. Марс-сюр-Альє (58158)
38. Монтіньї-о-Амонь (58176)
39. Невер (58194)
40. Невіль-ле-Десіз (58192)
41. Ноле (58196)
42. Париньї-ле-Во (58207)
43. Пуазе (58212)
44. Пуг-лез-О (58214)
45. Руї (58223)
46. Саксі-Бурдон (58275)
47. Сен-Бенен-д'Азі (58232)
48. Сен-Бенен-де-Буа (58233)
49. Сен-Жан-о-Амонь (58247)
50. Сен-Жермен-Шассне (58241)
51. Сен-Леже-де-Вінь (58250)
52. Сен-Мартен-д'Ей (58254)
53. Сен-Морис (58257)
54. Сен-Париз-ан-Вірі (58259)
55. Сен-Париз-ле-Шатель (58260)
56. Сен-П'єрр-ле-Мутьє (58264)
57. Сен-Сольж (58267)
58. Сен-Сюльпіс (58269)
59. Сен-Фірмен (58239)
60. Сен-Франші (58240)
61. Сенкез-Мос (58225)
62. Сент-Елуа (58238)
63. Сент-Марі (58253)
64. Сент-Уан-сюр-Луар (58258)
65. Сермуаз-сюр-Луар (58278)
66. Сізлі (58078)
67. Совіньї-ле-Буа (58273)
68. Сужі-сюр-Луар (58280)
69. Трене (58296)
70. Труа-Вевр (58297)
71. Турі-Люрсі (58293)
72. Турі-сюр-Жур (58294)
73. Тьянж (58291)
74. Фертрев (58113)
75. Флері-сюр-Луар (58115)
76. Фране-Реньї (58119)
77. Фуршамбо (58117)
78. Шаллюї (58051)
79. Шамвер (58055)
80. Шантене-Сент-Ембер (58057)
81. Шевенон (58072)
82. Юрзі (58300)